# روبرت ألفونسو
روبرت ألفونسو (مواليد 11 نوفمبر 1986) هو ملاكم كوبي، مثّل بلاده في الألعاب الأولمبية الصيفية 2008.

## روابط خارجية
روبرت ألفونسو على موقع بوكس ريك (الإنجليزية) (registration required)
- روبرت ألفونسو على موقع أوليمبيديا (الإنجليزية)